# Katica Ivanišević
Katica Ivanišević (Omišalj, 11. siječnja 1935.), bivša rektorica Sveučilišta u Rijeci i predsjednica Županijskog doma Hrvatskog državnog sabora (1994. - do njegovog ukidanja ustavnim promjenama 2001. godine)